# Pia Klemp

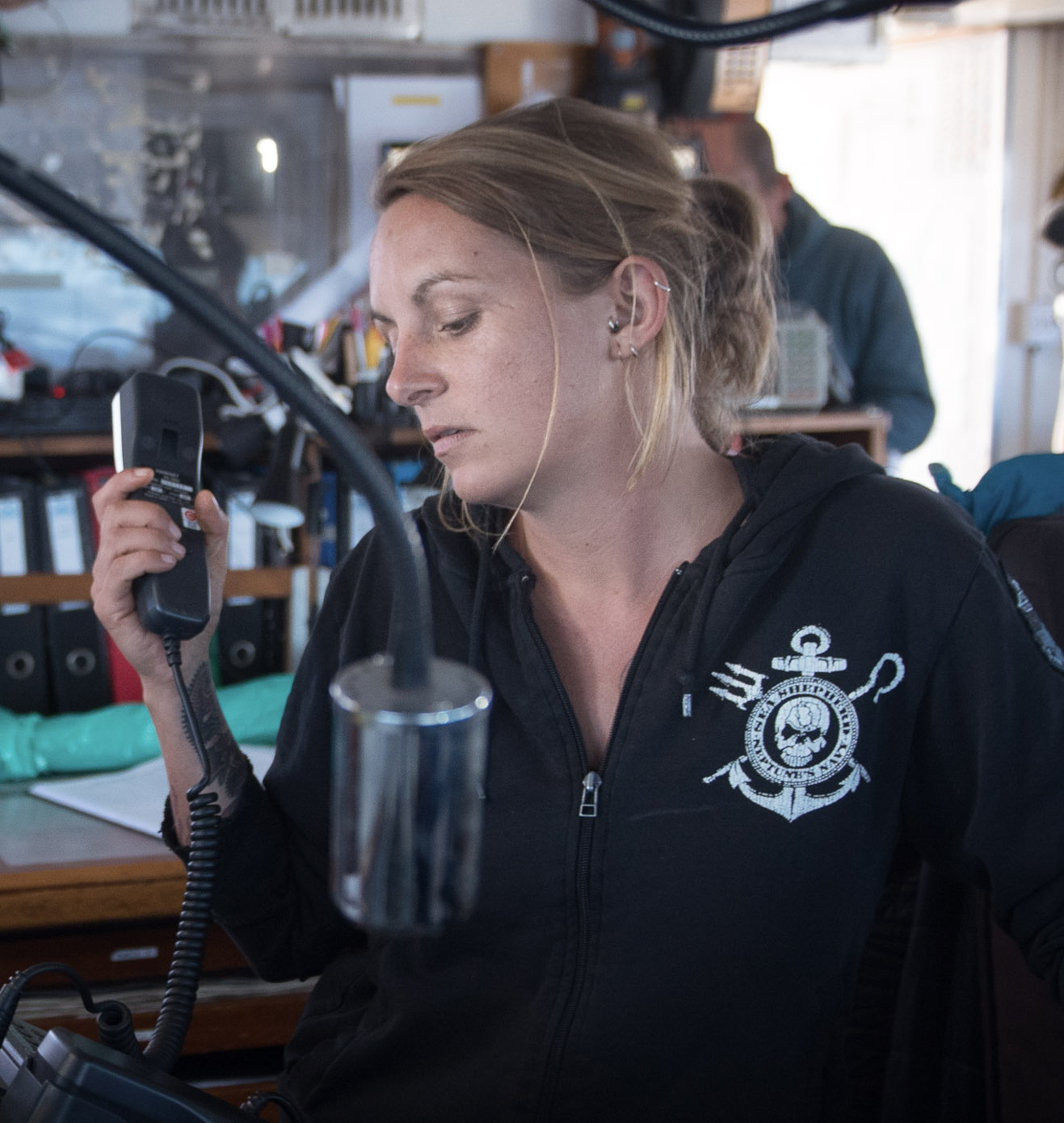
Pia Klemp auf der Brücke der Sea-Watch 3, April 2018

Pia Klemp (* 10. Oktober 1983 in Bonn) ist eine deutsche Kapitänin, Menschenrechts-Aktivistin und Romanautorin. Bekannt wurde sie als Kapitänin der Iuventa und der Sea-Watch 3.

## Leben und Ausbildung
Pia Klemp wuchs in einer politisch und sozial engagierten Familie auf. Sie nahm ein Studium der Biologie auf, brach dies aber vor einem Abschluss ab und zog 2009 nach Indonesien, wo sie unter anderem als Tauchlehrerin sowie in Naturschutzprojekten arbeitete. Von 2012 bis 2017 war sie bei der Meeresschutzorganisation Sea Shepherd beschäftigt. Dabei durchlief sie die wichtigsten Stationen an Bord eines Schiffes, bis sie ein Befähigungszeugnis zur Führung von Booten erreichte.

## Tätigkeit für „Jugend Rettet“ und „Sea Watch“
Seit dem Jahr 2015 engagiert sie sich bei der Rettung von in Seenot geratenen Menschen im Mittelmeer. Nach Klemps Angaben waren mit dem Schiff Iuventa der Organisation Jugend Rettet in einem Jahr 14.000 Menschen aus Seenot gerettet und nach Europa gebracht worden. Ihr persönlich wird die Rettung von 1000 Schiffbrüchigen zugerechnet. Im August 2017 wurde die Iuventa im Hafen von Lampedusa von den italienischen Behörden festgesetzt. Gegen Klemp und neun weitere Seenotretter will die Staatsanwaltschaft in Trapani ein Strafverfahren wegen Beihilfe zu illegaler Einwanderung einleiten. Laut Klemp drohen ihr 20 Jahre Haft und eine Geldstrafe von 15.000 Euro pro geretteter Person.

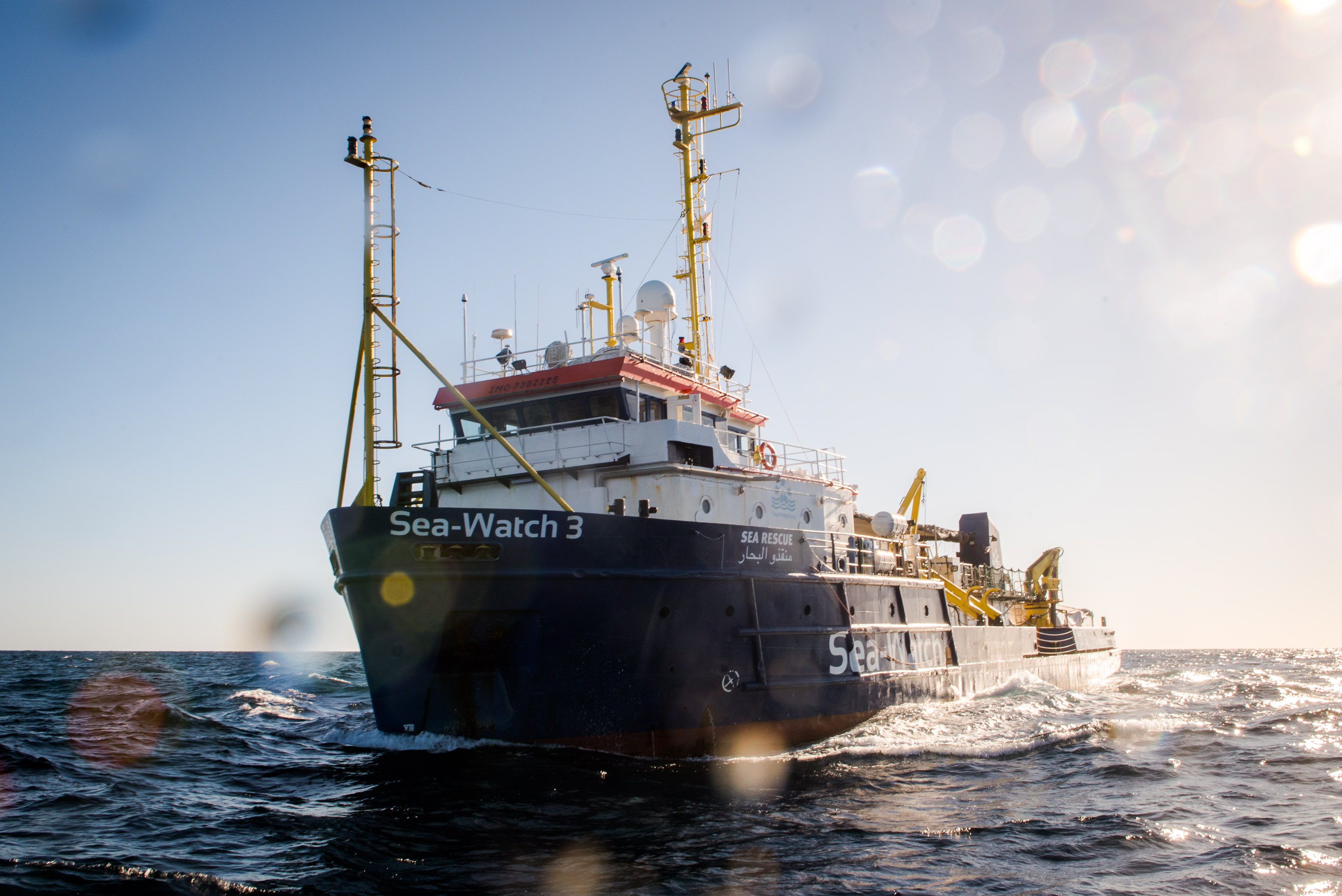
Die Sea-Watch 3

Nach der Beschlagnahmung der Iuventa durch die italienischen Behörden übernahm Klemp ab September 2017 das Kommando der Sea-Watch 3, kehrte aber nach neun Monaten auf Anraten ihrer Anwälte nach Deutschland zurück, da in Italien mittlerweile eine Untersuchung gegen sie lief und ihr die Inhaftierung drohte. Ein Team der Londoner Forensic Oceanography and Forensic Architecture kam bei der Überprüfung der Vorwürfe zum Schluss, dass die Besatzung der Iuventa weder leere Boote zur Wiederverwendung an die Schlepper zurückgegeben noch mit Personen aus dem Schlepper-Umfeld kommuniziert habe, weshalb die Vorwürfe der Staatsanwaltschaft nicht zuträfen.

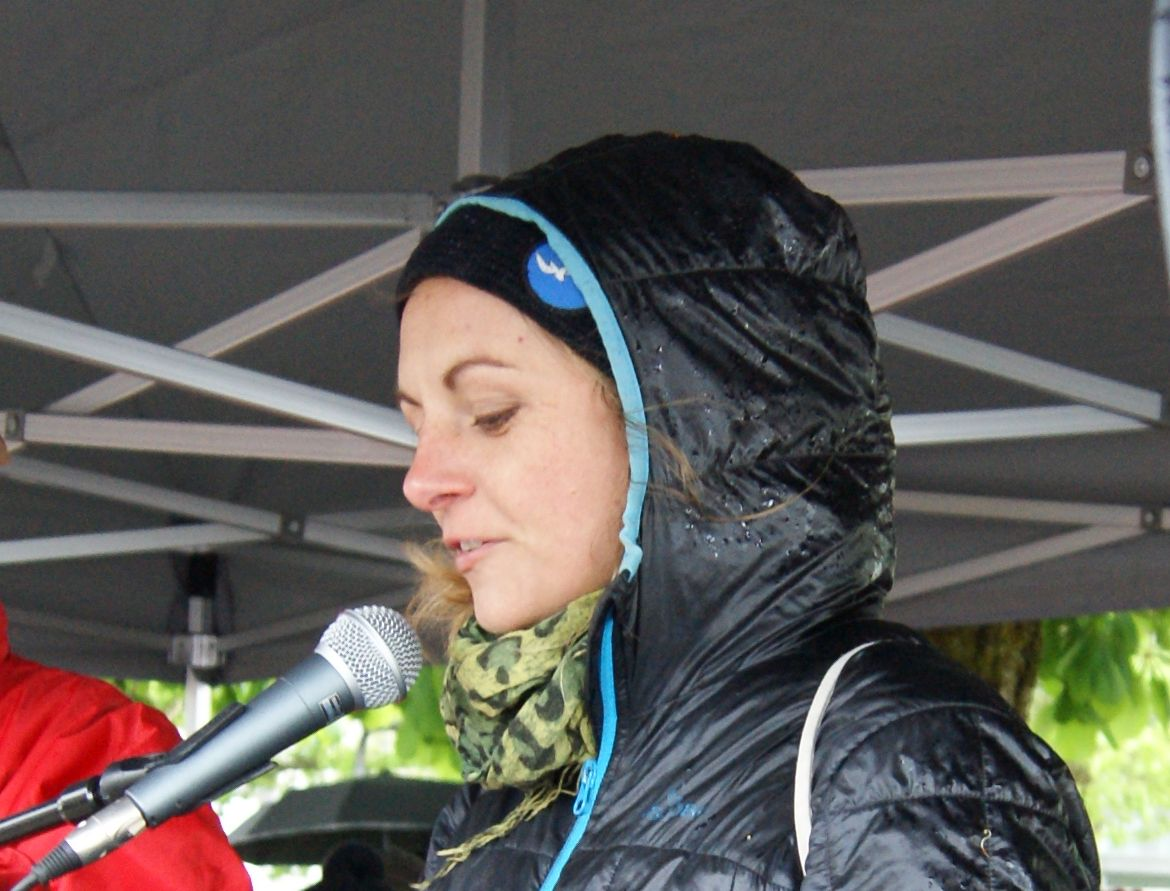
Pia Klemp als Rednerin anlässlich der 19. Sonntagsdemonstration gegen die Asyl- und Flüchtlingspolitik der österreichischen Bundesregierung in Bregenz am 5. Mai 2019

Während ihrer Zeit an Land in den Jahren 2018 und 2019 trat Klemp häufiger als Rednerin und Vortragende bei Veranstaltungen und im Fernsehen auf, um über ihre Tätigkeit in der zivilen Seenotrettung auf dem Mittelmeer und die Kriminalisierung der Tätigkeit von Seenotrettern zu sprechen, unter anderem bei Frau tv und Joko und Klaas. Im September 2019 erschien ihr Buch Lass uns mit den Toten tanzen, das unter anderem von ihren Rettungsmissionen handelt. Ihre Erfahrungen bei Flüchtlingsrettung und Verhaftung sind Grundlage des Romans. Im selben Jahr sollte ihr zusammen mit Carola Rackete die Médaille de la Ville de Paris in der höchsten Stufe Grand vermeil verliehen werden. Klemp kritisierte die Pariser Bürgermeisterin Anne Hidalgo für ihren Umgang mit Migranten und lehnte die Auszeichnung aufgrund des Umganges mit Migranten in Paris sowie der ihrer Ansicht nach unnötigen Differenzierung zwischen „Helden“ und „Illegalen“ ab.
Ab dem 18. August 2020 befand sich Pia Klemp als Kapitänin auf dem vom englischen Streetartist Banksy gestifteten Schiff Louise Michel im Mittelmeer. Das Schiff wird von keiner NGO oder einem eingetragenen Verein getragen, sondern von einem kleinen anarcho-feministischen Kollektiv. In diesem Zusammenhang erklärte sie: „I don’t see sea rescue as a humanitarian action, but as part of an anti-fascist fight“ („Ich sehe die Seenotrettung nicht als eine humanitäre Aktion, sondern als Teil eines antifaschistischen Kampfes“).
Im Jahr 2021 veröffentlichte sie den gesellschaftskritischen Roman Entlarvung und 2022 Wutschrift – Wände einreißen, anstatt sie hochzugehen.

## Auszeichnungen
- Die Partei Die Linke zeichnete Pia Klemp im März 2019 mit dem Clara-Zetkin-Frauenpreis aus.[5]
- Paul Grüninger-Preis zusammen mit der Iuventa-Crew 2019[27]
- Amnesty International Menschenrechtspreis mit der Besatzung des Seenotrettungschiffs Iuventa 2020

## Werke
- Die Schrecklichen, Roman, MaroVerlag, 2023, ISBN 978-3-87512-673-0.
- Wutschrift – Wände einreißen, anstatt sie hochzugehen, Penguin, München 2022, ISBN 978-3-328-10927-3.
- Entlarvung, 29. März 2021, Ventil Verlag, ISBN 978-3-95575-142-5
- Lass uns mit den Toten tanzen, 2. September 2019, MaroVerlag, ISBN 3-87512-491-X, ISBN 978-3-87512-491-0
- Allmende und Schrebergarten, 3. Oktober 2018,  Edition Contra-Bass, ISBN 3-943446-35-2, ISBN 978-3-943446-35-7